# Orquesta joven

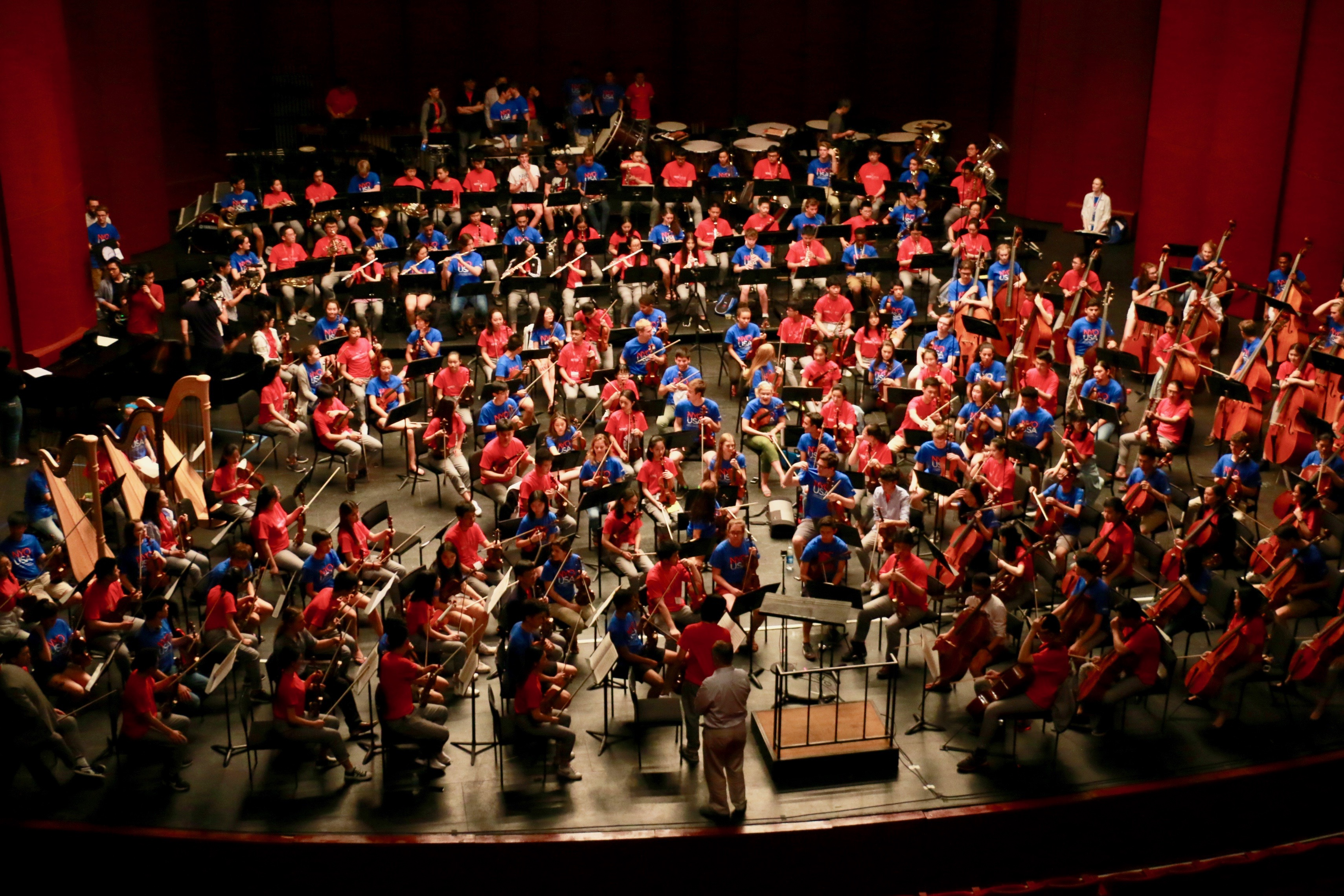
La Joven Orquesta Nacional de China (en rojo) ensayando junto a la JOven Orquesta Nacional de Estados Unidos (en azul)

Una orquesta joven u orquesta juvenil es una orquesta formada por músicos jóvenes, que normalmente van desde preadolescentes o adolescentes hasta personas en edad de conservatorio . Dependiendo del rango de edad y su grado de selección, pueden tener diferentes propósitos. Las orquestas para jóvenes estudiantes tienen el objetivo principal educarles musicalmente, a menudo dirigidas por un director que también es profesor de música. Algunas jóvenes orquestas han sido creadas por orquestas sinfónicas profesionales, como campo de entrenamiento para futuros músicos y como parte de su programa de extensión comunitaria. Esto es particularmente común en los Estados Unidos, como por ejemplo con la Orquesta Sinfónica Juvenil de San Francisco y la Sinfónica Juvenil de Nueva York .
Mientras que los integrantes de una orquesta profesional recibirán las partes y tendrán algunos días de ensayo y luego realizará varias actuaciones, las orquestas juveniles generalmente ensayarán el programa del concierto durante varios meses. Este tiempo adicional le permite al director entrenar a la orquesta y enseñarles cómo aprender las muchas habilidades requeridas de un músico orquestal, incluidas las técnicas instrumentales y la interpretación en conjunto.
Un festival significativo para orquestas juveniles es el Young Euro Classic, que se lleva a cabo cada verano en el Konzerthaus Berlin en Alemania.

## Jóvenes orquestas nacionales
A diferencia de las orquestas jóvenes locales, que incluyen músicos de una ciudad o región y, por lo tanto, pueden reunirse regularmente, las orquestas juveniles nacionales están compuestas por músicos de todo el país. Por ello, las orquestas juveniles nacionales suelen organizarse en encuentros de corta duración, seguidas de una gira nacional o internacional. Por ejemplo, la Joven Orquesta Nacional de los Estados Unidos organiza un encuentro de dos semanas en Nueva York cada año, antes de emprender una gira internacional.
Dependiendo de la tradición cultural de música clásica en un país, las orquestas juveniles nacionales pueden tener un prestigio significativo, a menudo dirigidas por directores de carrera de renombre. Por lo tanto, suelen ser bastante selectivos, requieren solicitudes para la audición y reclutan solo una fracción de ellos. Por ejemplo, la Joven Orquesta de la Unión Europea (EUYO) selecciona solo alrededor de 120 miembros de 2000 a 3000 audiciones cada año.
Las jóvenes orquestas nacionales a menudo sirven como trampolín en la carrera de los jóvenes músicos. Como la destreza artística requerida en las orquestas juveniles nacionales es bastante alta, muchos exmiembros se convierten en músicos profesionales.

## Orquestas notables

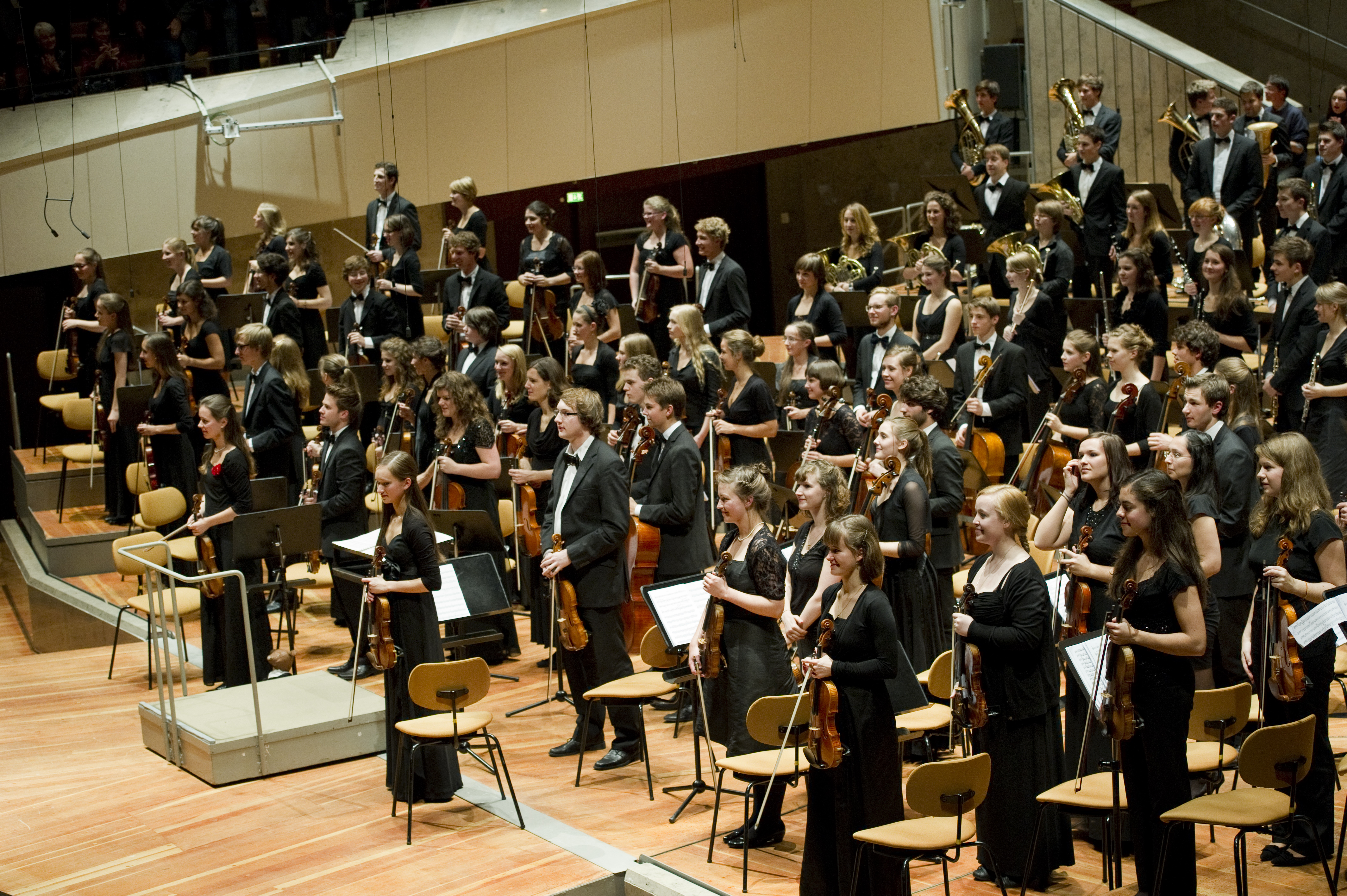
La Bundesjugendorchester en un concierto en la Filarmónica de Berlín en 2011

Las orquestas juveniles notables incluyen:
- Joven Orquesta de la Unión Europea
- Joven Orquesta Nacional de Estados Unidos
- Joven Orquesta Nacional de Gran Bretaña
- Joven Orquesta Nacional de China
- Joven Orquesta Nacional de Canadá
- Bundesjugendorchester
- Joven Orquesta Gustav Mahler